# Tempo al tempo
Tempo al tempo è il secondo album del cantante Franco Fasano, pubblicato nel 1992.

## Tracce
Testi di Fabrizio Berlincioni, musiche di Franco Fasano.
1. Tempo al tempo
2. Dovunque
3. Niente è perduto
4. Loro come fanno
5. Nove rose
6. Incontro
7. Nei miei pensieri
8. L'ultimo treno
9. Come al solito
10. Per niente al mondo